# Folkestad
Folkestad is een plaats in de Noorse gemeente Midt-Telemark, provincie Telemark. Folkestad telt 402 inwoners (2007) en heeft een oppervlakte van 0,71 km².